# Circondario di Treviri-Saarburg
Il circondario di Treviri-Saarburg (targa TR) è un circondario (Landkreis) della Renania-Palatinato, in Germania.

Comprende 4 città e 98 comuni.

La sede amministrativa si trova nella città extracircondariale di Treviri. Il centro maggiore è Konz.

## Geografia antropica
Tra parentesi gli abitanti al 31 dicembre 2021, il capoluogo della comunità amministrativa è contrassegnato da un asterisco.

### Comunità amministrative (Verbandsgemeinde)
- Verbandsgemeinde Hermeskeil, con i comuni:

1. Bescheid (391)
2. Beuren (Hochwald) (914)
3. Damflos (630)
4. Geisfeld (490)
5. Grimburg (439)
6. Gusenburg (1 144)
7. Hermeskeil, città * (6 820)
8. Hinzert-Pölert (293)
9. Naurath (Wald) (217)
10. Neuhütten (725)
11. Rascheid (476)
12. Reinsfeld (2 412)
13. Züsch (568)

- Verbandsgemeinde Konz, con i comuni:

1. Kanzem (639)
2. Konz, città * (18 295)
3. Nittel (2 591)
4. Oberbillig (972)
5. Onsdorf (149)
6. Pellingen (1 222)
7. Tawern (2 662)
8. Temmels (796)
9. Wasserliesch (2 255)
10. Wawern (618)
11. Wellen (809)
12. Wiltingen (1 390)

- Verbandsgemeinde Ruwer, con i comuni:

1. Bonerath (226)
2. Farschweiler (823)
3. Gusterath (2 014)
4. Gutweiler (740)
5. Herl (238)
6. Hinzenburg (131)
7. Holzerath (461)
8. Kasel (1 285)
9. Korlingen (808)
10. Lorscheid (539)
11. Mertesdorf (1 716)
12. Morscheid (911)
13. Ollmuth (159)
14. Osburg (2 360)
15. Pluwig (1 670)
16. Riveris (397)
17. Schöndorf (794)
18. Sommerau (73)
19. Thomm (1 072)
20. Waldrach * (2 052)

- Verbandsgemeinde Saarburg-Kell, con i comuni

1. Ayl (1 537)
2. Baldringen (268)
3. Fisch (415)
4. Freudenburg (1 830)
5. Greimerath (949)
6. Heddert (273)
7. Hentern (391)
8. Irsch (1 545)
9. Kastel-Staadt (430)
10. Kell am See (2 007)
11. Kirf (813)
12. Lampaden (548)
13. Mandern (841)
14. Mannebach (330)
15. Merzkirchen (827)
16. Ockfen (594)
17. Palzem (1 539)
18. Paschel (236)
19. Saarburg, città * (7 509)
20. Schillingen (1 192)
21. Schoden (679)
22. Schömerich (128)
23. Serrig (1 666)
24. Taben-Rodt (812)
25. Trassem (1 119)
26. Vierherrenborn (184)
27. Waldweiler (851)
28. Wincheringen (2 432)
29. Zerf (1 593)

- Verbandsgemeinde Schweich an der Römischen Weinstraße, con i comuni:

1. Bekond (987)
2. Detzem (617)
3. Ensch (474)
4. Fell (2 502)
5. Föhren (3 037)
6. Kenn (2 859)
7. Klüsserath (1 100)
8. Köwerich (389)
9. Leiwen (1 615)
10. Longen (116)
11. Longuich (1 365)
12. Mehring (2 468)
13. Naurath (Eifel) (348)
14. Pölich (435)
15. Riol (1 266)
16. Schleich (243)
17. Schweich, città * (7 940)
18. Thörnich (217)
19. Trittenheim (1 068)

- Verbandsgemeinde Trier-Land
[Sede: Treviri]

1. Aach (1 142)
2. Franzenheim (370)
3. Hockweiler (283)
4. Igel (2 076)
5. Kordel (2 144)
6. Langsur (1 804)
7. Newel (2 769)
8. Ralingen (2 100)
9. Trierweiler (3 814)
10. Welschbillig (2 610)
11. Zemmer (3 085)